# Ad interim
Ad interim (често съкращавано на a. i. или ad int) e латински израз, който буквално означава „във времето между“ или „междувременно“, „в интервала“, или „временно“.
Този латински израз е част от названието на дипломатическия ранг „временно управляващ“ (шарже д'афер, от френски: chargé d'affaires) или chargé d'affaires ad interim.
|  | Тази страница частично или изцяло представлява превод на страницата Ad interim в Уикипедия на английски. Оригиналният текст, както и този превод, са защитени от Лиценза „Криейтив Комънс – Признание – Споделяне на споделеното“, а за съдържание, създадено преди юни 2009 година – от Лиценза за свободна документация на ГНУ. Прегледайте историята на редакциите на оригиналната страница, както и на преводната страница, за да видите списъка на съавторите. ВАЖНО: Този шаблон се отнася единствено до авторските права върху съдържанието на статията. Добавянето му не отменя изискването да се посочват конкретни източници на твърденията, които да бъдат благонадеждни. |